# Keckiella antirrhinoides
Keckiella antirrhinoides är en grobladsväxtart som först beskrevs av George Bentham, och fick sitt nu gällande namn av Richard Myron Straw. Keckiella antirrhinoides ingår i släktet Keckiella och familjen grobladsväxter.

## Underarter
Arten delas in i följande underarter:
- K. a. antirrhinoides
- K. a. microphylla

## Bildgalleri

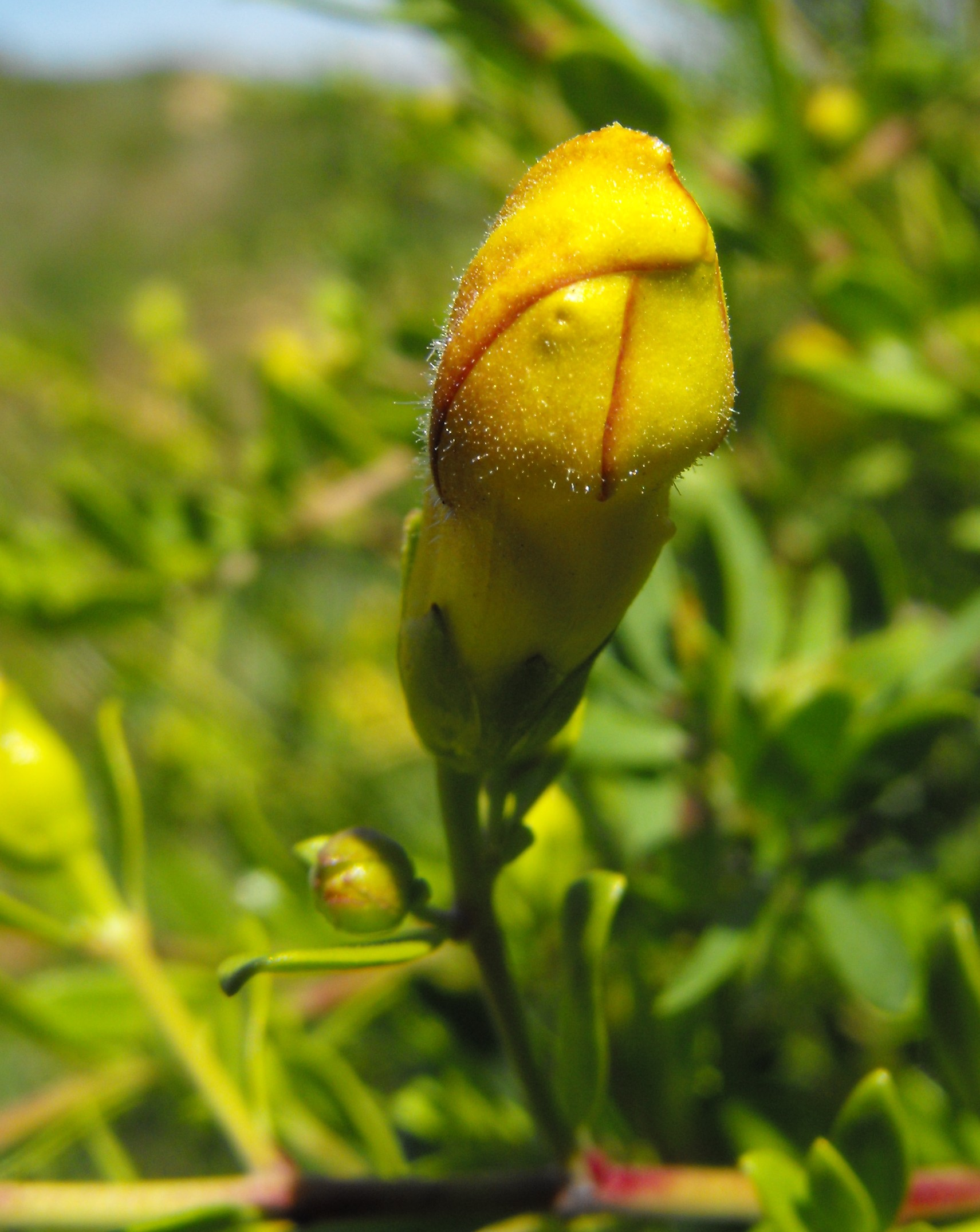
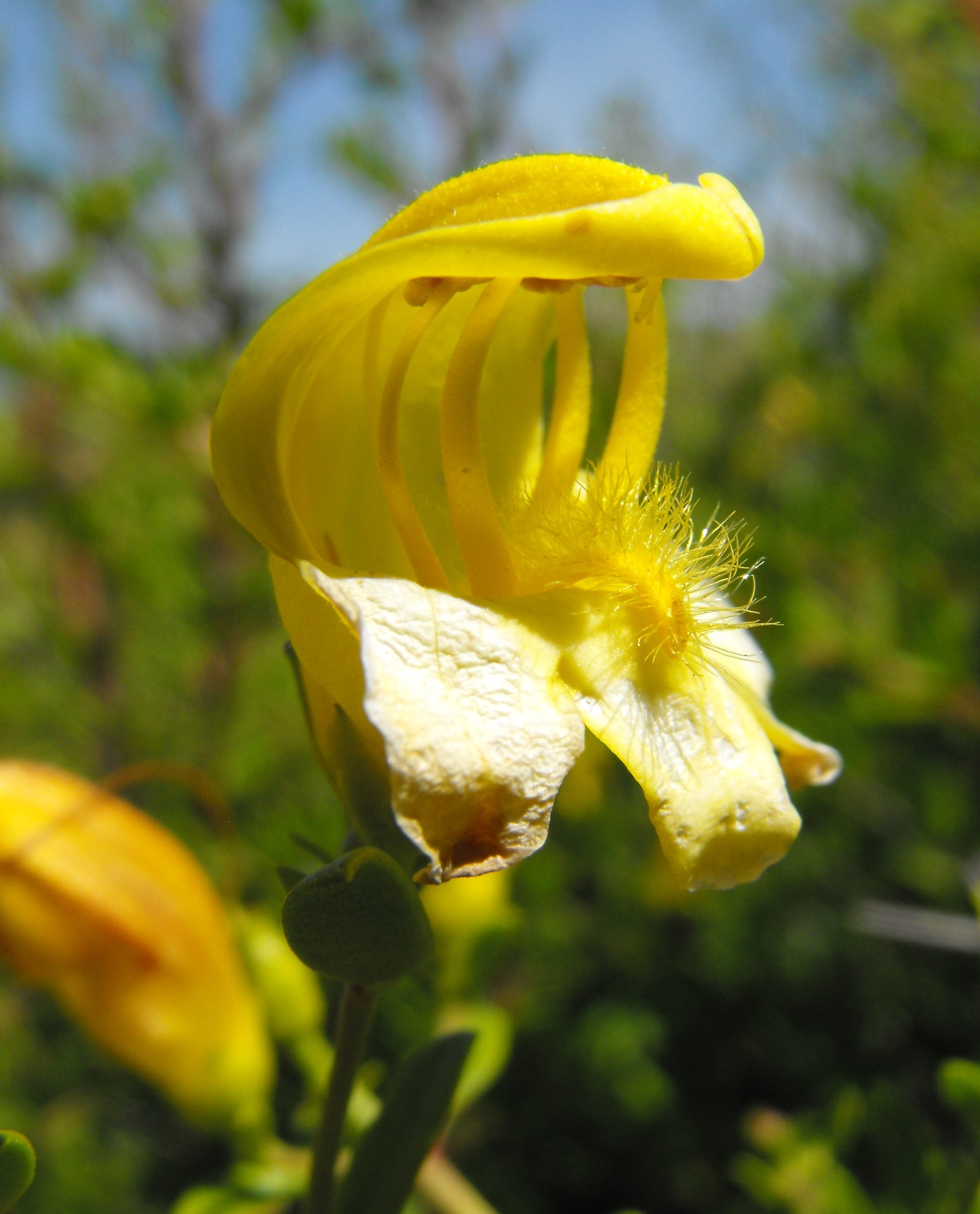
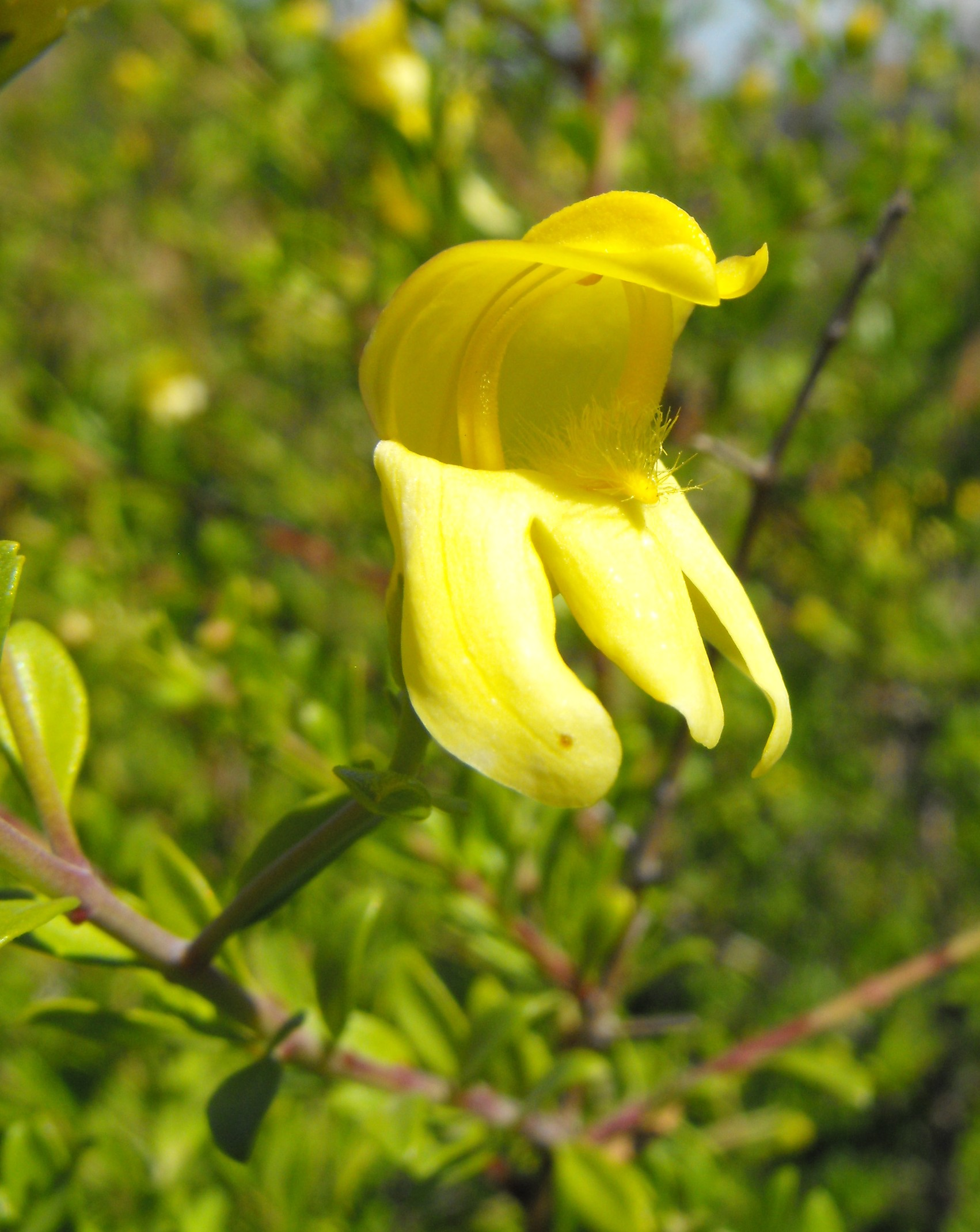